# Shylock (film, 1913)
Une proposition de fusion est en cours entre Shylock (film, 1913) et Shylock, le marchand de Venise.
Pour plus de détails, voir Fiche technique et Distribution.
Shylock est un film muet français réalisé par Henri Desfontaines et Louis Mercanton, sorti en 1913.

## Synopsis
Le marchand vénitien Bassanio emprunte 3000 ducats à l'usurier Shylock et signe un contrat indiquant qu'une livre de chair pourra être prélevé en cas de non paiement.

## Fiche technique
- Titre : Shylock[1]
- Titre alternatif : Shylock, le marchand de Venise[2]
- Réalisation : Henri Desfontaines
- Scénario : Louis Mercanton, d'après la pièce Le Marchand de Venise de William Shakespeare
- Pays de production :  France
- Format : noir et blanc — 35 mm — 1,37:1 — muet
- Société de production et distribution : Société Générale des Cinématographes Eclipse[2]
- Date de sortie :
  - France : 21 février 1913[1],[2]

## Distribution
- Harry Baur : Shylock
- Romuald Joubé : Antonio
- Jean Hervé : Bassanio
- Pépa Bonafé : Portia
- Jules Berry
- Jacques Grétillat
- Louis Jouvet
- Denis d'Inès
- Georges Saillard

## Autour du film
Ce film est le point de départ pour l'acteur juif Harry Baur, interprétant Shylock, qui jouera par la suite dans de nombreux classiques du cinéma français. Il meurt torturé par la Gestapo en 1943,.
C'est la première apparition au cinéma de l'acteur Louis Jouvet dont la carrière cinématographique commencera réellement avec Topaze de Louis Gasnier (1932), adapté d'un ouvrage de Marcel Pagnol.